# Maissemy
Maissemy és un municipi francès situat al departament de l'Aisne i a la regió dels Alts de França. L'any 2007 tenia 236 habitants.

## Demografia

### Població
El 2007 la població de fet de Maissemy era de 236 persones. Hi havia 89 famílies de les quals 17 eren unipersonals (17 dones vivint soles i 17 dones vivint soles), 34 parelles sense fills i 38 parelles amb fills.
La població ha evolucionat segons el següent gràfic:
Habitants censats

### Habitatges
El 2007 hi havia 100 habitatges, 86 eren l'habitatge principal de la família, 6 eren segones residències i 7 estaven desocupats. 99 eren cases i 1 era un apartament. Dels 86 habitatges principals, 74 estaven ocupats pels seus propietaris i 12 estaven llogats i ocupats pels llogaters; 5 tenien dues cambres, 6 en tenien tres, 21 en tenien quatre i 53 en tenien cinc o més. 62 habitatges disposaven pel capbaix d'una plaça de pàrquing. A 29 habitatges hi havia un automòbil i a 50 n'hi havia dos o més.

### Piràmide de població
La piràmide de població per edats i sexe el 2009 era:
| Homes | Edats   | Dones |
| ----- | ------- | ----- |
| 0     | 95 o +  | 0     |
| 0     | 90 a 94 | 0     |
| 0     | 85 a 89 | 4     |
| 0     | 80 a 84 | 0     |
| 4     | 75 a 79 | 0     |
| 8     | 70 a 74 | 0     |
| 8     | 65 a 69 | 8     |
| 4     | 60 a 64 | 8     |
| 4     | 55 a 59 | 0     |
| 8     | 50 a 54 | 12    |
| 4     | 45 a 49 | 4     |
| 8     | 40 a 44 | 4     |
| 4     | 35 a 39 | 8     |
| 20    | 30 a 34 | 8     |
| 12    | 25 a 29 | 8     |
| 4     | 20 a 24 | 4     |
| 8     | 15 a 19 | 0     |
| 8     | 10 a 14 | 4     |
| 12    | 5 a 9   | 0     |
| 8     | 0 a 4   | 4     |

## Economia
El 2007 la població en edat de treballar era de 144 persones, 103 eren actives i 41 eren inactives. De les 103 persones actives 89 estaven ocupades (53 homes i 36 dones) i 13 estaven aturades (3 homes i 10 dones). De les 41 persones inactives 21 estaven jubilades, 7 estaven estudiant i 13 estaven classificades com a «altres inactius».

### Ingressos
El 2009 a Maissemy hi havia 87 unitats fiscals que integraven 237 persones, la mediana anual d'ingressos fiscals per persona era de 19.731 €.

### Activitats econòmiques
Dels 6 establiments que hi havia el 2007, 2 eren d'empreses de construcció, 2 d'empreses de comerç i reparació d'automòbils, 1 d'una empresa financera i 1 d'una empresa classificada com a «altres activitats de serveis».
Dels 2 establiments de servei als particulars que hi havia el 2009, 1 era un paleta i 1 perruqueria.
L'any 2000 a Maissemy hi havia 7 explotacions agrícoles.

## Equipaments sanitaris i escolars
El 2009 hi havia una escola elemental integrada dins d'un grup escolar amb les comunes properes formant una escola dispersa.

## Poblacions més properes
El següent diagrama mostra les poblacions més properes.